# متحف كراكاس للفن المعاصر
متحف كاراكاس للفن المعاصر هو متحف للفن الحديث يقع في مجمع باركي المركزي في كاراكاس فنزويلا. تأسس في 30 أغسطس 1973 من قبل الصحفية وراعية الفن صوفيا أمبر، وهي أيضًا مديرة من 1973 حتى إقالتها في الثورة الثقافية الشافية عام 2001. تم افتتاحه في عام 1974 وكان أول متحف في فنزويلا يقدم مكتبة فنية متخصصة، ومنطقة تعلم رسمية للأطفال والكبار، وقسمًا للتربية الخاصة للمكفوفين، ومركزًا متعدد الوسائط للفنون.
تضم مجموعتها 5000 قطعة، بما في ذلك أعمال بابلو بيكاسو وكلود مونيه وفاسيلي كاندينسكي وفرناند ليجر وبيت موندريان وآندي وارهول وفرانسيس بيكون. إقالة مدير المتحف. الدخول مجاني للمجموعات الدائمة والمعارض المؤقتة.